# Folembray
Folembray je francouzská obec v departementu Aisne v regionu Hauts-de-France. V roce 2012 zde žilo 1 428 obyvatel.

## Sousední obce
Barisis-aux-Bois, Coucy-le-Château-Auffrique, Champs, Pierremande, Sinceny, Verneuil-sous-Coucy

## Vývoj počtu obyvatel
Počet obyvatel 